# アニストン駅
アニストン駅（英語：Anniston Station）は、アメリカ合衆国アラバマ州アニストン ウェスト4th・ストリート126にある駅。 全米各地を結ぶ旅客鉄道のアムトラックが乗り入れている。

## 概要
現在のレンガ造の駅舎はサザン鉄道により1925年に建てられた。駅はノーフォーク・サザン鉄道からアニストン市は55,000ドルで購入し、駅の改善を2001年から進めてきた。建物の完全な復元工事は連邦道路管理局の交通増強プログラムの645,600ドルと市の161,400ドルの補助金により2008年に完成した。

## 利用可能な鉄道路線／列車
アムトラックの停車する列車は下記の通り。
ニューヨークとニューオーリンズ間の夜行長距離列車クレセント号…1日1往復停車

## バス
当駅から乗車できるバスは以下の通り。
路線バス：イースト・アラバマ地域計画・開発委員会